# Mount Carmel (Tennessee)
Mount Carmel város az Amerikai Egyesült Államok Tennessee államában, Hawkins megyében. Lakosainak száma 5473 fő (2020. április 1.).

## Népesség
A település népességének változása:
| Lakosok száma | 5429 | 5471 | 5473 |
|               | 2010 | 2013 | 2020 |